# Afgrunden (film fra 1923)
 For alternative betydninger, se Afgrunden. (Se også artikler, som begynder med Afgrunden)
Afgrunden er en tysk stumfilm fra 1923 af Ludwig Wolff.

## Medvirkende
- Asta Nielsen som Kaja Falk
- Gregori Chmara som Peter Karsten
- Charlotte Schultz som Henrike Thomsen
- Adele Sandrock som Karsten
- Albert Bozenhard som Frank Lorris
- Hans Wassmann
- Ivan Bulatov som Lamotte